# Isabella Leonarda
Isabella Leonarda, née le 6 septembre 1620 à Novare (Piémont) et morte le 25 février 1704 dans la même ville, est une religieuse et compositrice italienne du XVIIe siècle.

## Biographie
Née à Novare en 1620 au sein d'une riche et illustre famille de la ville, elle est la fille du comte Giannantonio et d'Apollonia Sala.
À l'âge de 16 ans, Isabella Leonarda entre au Collegio di Sant'Orsola, un couvent d'Ursulines, où elle apprend la musique. Les jeunes femmes de ces familles de la noblesse étaient assez souvent dirigées vers la vie monastique afin de ne pas réduire le patrimoine familial. Elle y reçoit une formation musicale, par une organiste dénommée Elisabetta Casata. Puis montrant ses capacités dans ce domaine musical, Gasparo Casati, maître de chapelle de Novare, est probablement devenu son maître de composition. Elle devient mère supérieure en 1686, et à partir de 1696, elle est nommée madre vicaria.
C'est aussi l'époque de l'émergence en Italie de la musique baroque, avec la musique religieuse de Claudio Monteverdi, même si les compositions sont encore marquées par la Renaissance. Les compositrices féminines ont marqué en Italie les créations, profanes ou religieuses, de cette époque, et leur souvenir persiste.
Leonarda a écrit plus de 200 œuvres. Ces créations répondent aux besoins de la pratique musicale dans les couvents de femmes. Les chroniques de l'époque rapportent le haut degré de spécialisation vocale et instrumentale des ensembles actifs dans les couvents les plus importants de l'Italie du Nord. Son premier recueil est contenu  dans la collection de Gasparo Casati. Le genre musical privilégié par Isabella Leonarda est le motet pour soliste particulièrement bien adapté à son style et aux besoins des chorales. 
Ses œuvres sont réparties en 20 opus. Il est probable qu'elle écrivit beaucoup des textes qu'elle a illustrés de sa musique. Elle a aussi composé des  messes, des psaumes et des sonates, utilisant parfois les violons dans les messes et les motets pour supporter les voix. Ses œuvres utilisent un vocabulaire harmonique riche et étendu. Elle utilise aussi occasionnellement des vocalises dans les sections des alleluia extatiques. Elle-même était peut-être violoniste : elle est l'une des premières compositrices de cette époque à publier des sonates pour 1, 2, 3 et 4 instruments, dont la plus intéressante du point de vue formel est celle pour violon seul.

## Œuvres
- Opus 1 : perdu
- Opus 2 : Motetti a tre voci, (Milan 1665 perdu)
- Opus 3 : 18 Sacri concenti, (Milan 1670)
- Opus 4 : 11 Messa, (Novare 1674)
- Opus 5 : perdu
- Opus 6 : 12 Motetti, (Venise 1676)
- Opus 7 : 13 Motetti, (Bologne 1677)
- Opus 8 : 11 Vespro a capella, (Bologne 1678)
- Opus 9 : perdu
- Opus 10 : 12 Motetti a quattro voci, (Milan 1684)
- Opus 11 : 12 Motetti, (Bologne 1684)
- Opus 12 : 14 Motetti a voce sola, (Novare 1686)
- Opus 13 : 12 Motetti, (Bologne 1687)
- Opus 14 : 10 Motetti, (Bologne 1687)
- Opus 15 : 11 Motetti à voce sola, (Bologne 1690)
- Opus 16 : 12 Sonate à 1. 2. 3. e 4. istromenti, (Bologne 1693)
- Opus 17 : 12 Motetti, (Bologne 1695)
- Opus 18 : 6 Messe, (Bologne 1696)
- Opus 19 : 11 Salmi concertati, (Bologne 1697)
- Opus 20 : 14 Motetti, (Bologne 1700)

## Discographie
- Motets, Cantates morales et Sonates (2022, Toccata Classics)